# Habitatges al carrer Montjuïc (Sant Joan Despí)
Els habitatges al carrer Montjuïc formen un conjunt arquitectònic de Sant Joan Despí (Baix Llobregat) inclòs en l'Inventari del Patrimoni Arquitectònic de Catalunya.

## Descripció

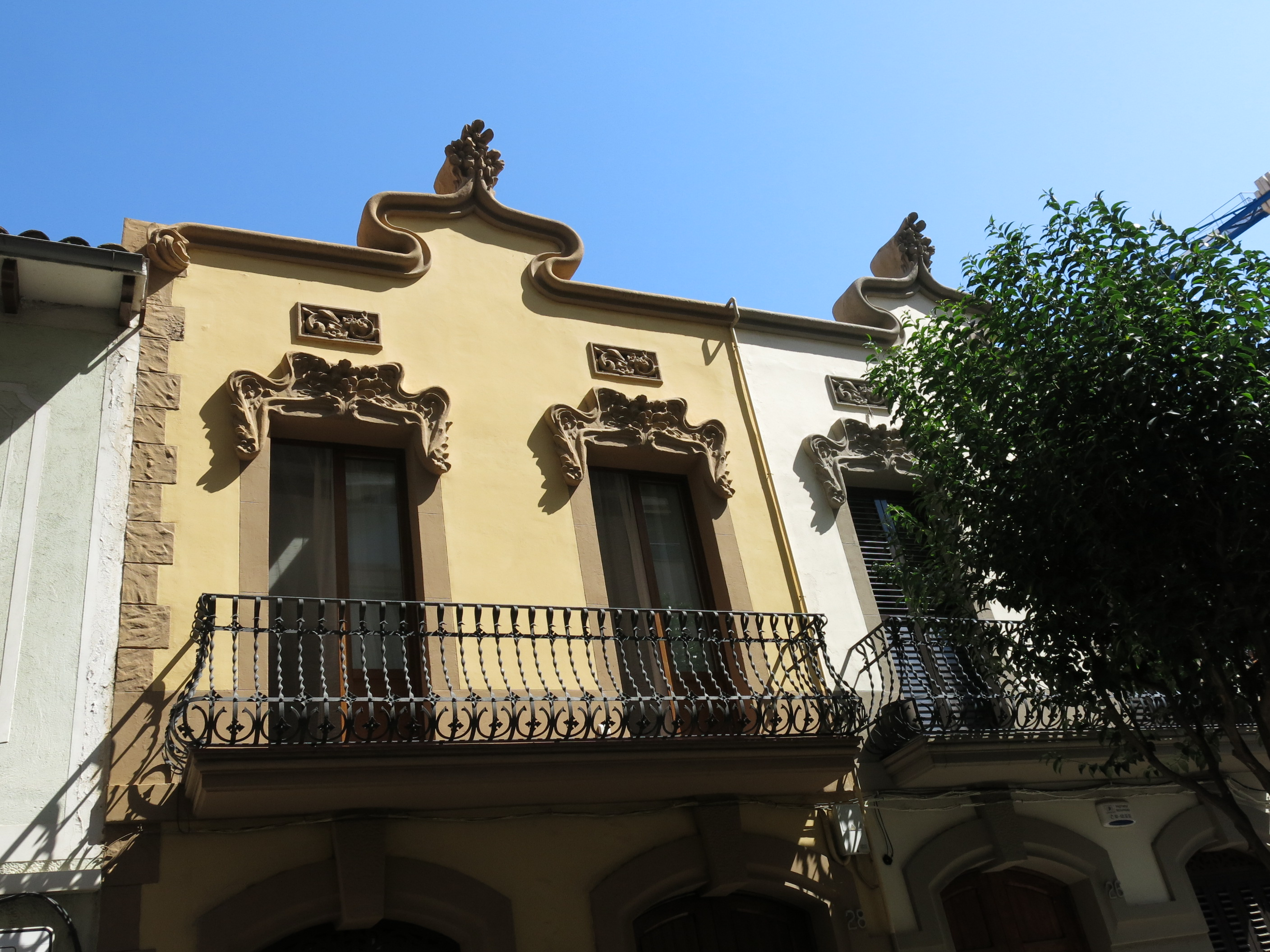
Les cases dels números 26-28 del carrer

És un carrer que es conserva en tota la seva banda dreta, paral·lel a l'antiga Riera de la Fontsanta (avui avinguda de Barcelona). Va ser edificat en diferents anys (1908, 1909, 1915, 1916, 1922, 1924, 1926) i s'hi poden trobar obres prou modificades de Josep Maria Jujol i d'Ignasi Mas, entre d'altres. És un carrer interessant, ja que, a més del valor històric, conserva la seva funció d'habitatge. No ha sofert encara l'especulació i no s'hi troben, llevat d'un, edificis plurifamiliars de nova planta dels anys de la immigració.

## Història
El nom d'aquest carrer ha anat variant durant la història de la població. Hom suposa que un dels primers seria de Santdiumenge, ja que era el propietari de gran part dels terrenys posteriorment edificats. Destaquen altres noms com Arrabal de Montjuïc, carrer de la Princesa (1867-1930), dels capitans Galán i García Hernández (1931-1939) i durant el franquisme, de José Antonio. Després de les eleccions municipals del 1979 es recuperà un dels noms històrics.